# Scottish Premiership 2013/14
Die Scottish Premiership 2013/14 war die erste Austragung als höchste schottische Fußball-Spielklasse der Herren seit deren Gründung im Jahr 2013. Es war zudem die 117. Austragung der höchsten Fußball-Spielklasse innerhalb der 2013 gegründeten Scottish Professional Football League, in welcher der Schottische Meister ermittelt wurde. Die neue Liga ersetzte die Scottish Premier League und wurde vom Schottischen Fußballverband geleitet. Die Saison begann am 2. August 2013 und endete am 11. Mai 2014.
In der neuen Spielzeit gab es nach der 1. Runde und der abschließenden 2. Runde mit den Meisterschafts- und Abstiegs Play-offs Relegationsspiele zwischen dem Elftplatzierten der Premiership, und dem Zweiten, Dritten und Vierten der Championship. Dies hatte es in der höchsten schottischen Fußballliga zuletzt in der Spielzeit 1996/97 gegeben.
Als Aufsteiger aus der First Division kam Partick Thistle in die Premiership. Als Titelverteidiger startete Celtic Glasgow in die Saison. Bereits sieben Spieltage vor Saisonende konnte Celtic durch einen 5:1-Auswärtssieg gegen Partick Thistle den Titel aus dem Vorjahr erfolgreich verteidigen. Es war zudem die dritte Meisterschaft in Folge für den Verein sowie die insgesamt 45. in der Klubgeschichte seit dem ersten Titel in der Saison 1892/93. Der Stammtorhüter von Celtic, Fraser Forster, stellte zugleich einen neuen Rekord mit 1256 Minuten ohne Gegentor und brach damit den schottischen Rekord von Bobby Clark aus der Saison 1970/71.

## Vereine
| Verein                       | Stadt      | Stadion               | Kapazität |
| ---------------------------- | ---------- | --------------------- | --------- |
| Celtic Glasgow               | Glasgow    | Celtic Park           | 60.355    |
| Dundee United                | Dundee     | Tannadice Park        | 14.229    |
| FC Aberdeen                  | Aberdeen   | Pittodrie Stadium     | 21.421    |
| FC Kilmarnock                | Kilmarnock | Rugby Park            | 18.128    |
| FC Motherwell                | Motherwell | Fir Park              | 13.677    |
| FC St. Johnstone             | Perth      | McDiarmid Park        | 10.696    |
| FC St. Mirren                | Paisley    | St. Mirren Park       | 08.023    |
| Heart of Midlothian          | Edinburgh  | Tynecastle Stadium    | 17.529    |
| Hibernian Edinburgh          | Edinburgh  | Easter Road           | 20.421    |
| Inverness Caledonian Thistle | Inverness  | Caledonian Stadium    | 07.800    |
| Partick Thistle              | Glasgow    | Firhill Stadium       | 10.102    |
| Ross County                  | Dingwall   | Global Energy Stadium | 06.541    |

## 1. Runde

### Tabelle
| Pl. | Verein                       | Sp. | S  | U  | N  | Tore    | Diff. | Punkte |
| --- | ---------------------------- | --- | -- | -- | -- | ------- | ----- | ------ |
| 1.  | Celtic Glasgow (M, P)        | 33  | 28 | 4  | 1  | 082:160 | +66   | 88     |
| 2.  | FC Aberdeen                  | 33  | 19 | 6  | 8  | 047:300 | +17   | 63     |
| 3.  | FC Motherwell                | 33  | 19 | 3  | 11 | 055:500 | +5    | 60     |
| 4.  | Dundee United                | 33  | 15 | 9  | 9  | 057:400 | +17   | 54     |
| 5.  | Inverness Caledonian Thistle | 33  | 15 | 7  | 11 | 040:350 | +5    | 52     |
| 6.  | FC St. Johnstone             | 33  | 14 | 6  | 13 | 041:340 | +7    | 48     |
| 7.  | Hibernian Edinburgh          | 33  | 8  | 10 | 15 | 029:440 | −15   | 34     |
| 8.  | FC Kilmarnock                | 33  | 9  | 6  | 18 | 041:570 | −16   | 33     |
| 9.  | Ross County                  | 33  | 8  | 7  | 18 | 038:560 | −18   | 31     |
| 10. | FC St. Mirren (L)            | 33  | 8  | 7  | 18 | 034:550 | −21   | 31     |
| 11. | Partick Thistle (N)          | 33  | 6  | 12 | 15 | 036:570 | −21   | 30     |
| 12. | Heart of Midlothian 1        | 33  | 7  | 7  | 19 | 033:590 | −26   | 13     |

Platzierungskriterien: 1. Punkte – 2. Tordifferenz – 3. geschossene Tore

| Zum Saisonende 2012/13 |                                 |
| (M)                    | Meister des amtierender Meister |
| (P)                    | amtierender Pokalsieger         |
| (L)                    | amtierender Ligapokalsieger     |
| (N)                    | Neuaufsteiger                   |

## 2. Runde

### Meisterschafts-Play-offs

#### Abschlusstabelle
| Pl. | Verein                       | Sp. | S  | U  | N  | Tore    | Diff. | Punkte |
| --- | ---------------------------- | --- | -- | -- | -- | ------- | ----- | ------ |
| 1.  | Celtic Glasgow (M, P)        | 38  | 31 | 6  | 1  | 102:250 | +77   | 99     |
| 2.  | FC Motherwell                | 38  | 22 | 4  | 12 | 064:600 | +4    | 70     |
| 3.  | FC Aberdeen                  | 38  | 20 | 8  | 10 | 053:380 | +15   | 68     |
| 4.  | Dundee United                | 38  | 16 | 10 | 12 | 065:500 | +15   | 58     |
| 5.  | Inverness Caledonian Thistle | 38  | 16 | 9  | 13 | 044:440 | ±0    | 57     |
| 6.  | FC St. Johnstone             | 38  | 15 | 8  | 15 | 048:420 | +6    | 53     |

| Zum Saisonende 2012/13 |                           |
| (M)                    | Meister des Vorjahres     |
| (P)                    | Pokalsieger des Vorjahres |

### Abstiegs-Play-offs

#### Abschlusstabelle
| Pl. | Verein                | Sp. | S  | U  | N  | Tore    | Diff. | Punkte |
| --- | --------------------- | --- | -- | -- | -- | ------- | ----- | ------ |
| 7.  | Ross County           | 38  | 11 | 7  | 20 | 044:620 | −18   | 40     |
| 8.  | FC St. Mirren (L)     | 38  | 10 | 9  | 19 | 039:580 | −19   | 39     |
| 9.  | FC Kilmarnock         | 38  | 11 | 6  | 21 | 045:660 | −21   | 39     |
| 10. | Partick Thistle (N)   | 38  | 8  | 14 | 16 | 046:650 | −19   | 38     |
| 11. | Hibernian Edinburgh   | 38  | 8  | 11 | 19 | 031:510 | −20   | 35     |
| 12. | Heart of Midlothian 1 | 38  | 10 | 8  | 20 | 045:650 | −20   | 23     |

| Zum Saisonende 2012/13 |                                                    |
| (L)                    | Ligapokalsieger des Scottish League Cup 2012/13    |
| (N)                    | Aufsteiger aus der Scottish First Division 2012/13 |

## Relegation
Zum ersten Mal seit der Saison 1996/97 wurden wieder Relegationsspiele um einen Platz in der ersten schottischen Liga ausgetragen. Teilnehmer waren Hamilton Academical der FC Falkirk und Queen of the South aus der diesjährigen Championship. Hinzu kam die elftplatzierte Mannschaft aus der Premiership Hibernian Edinburgh. Der Sieger jeder Runde wurde in zwei Spielen ermittelt, wobei in der ersten Runde die Mannschaften die sich am Saisonende der Championship auf den Plätzen 3 und 4 befanden aufeinander trafen. Danach spielte der Sieger dieses Spiels in der zweiten Runde gegen die zweitplatzierte Mannschaft aus der Championship. Die letzte Runde wurde zwischen dem Elfplatzierten aus der Premiership gegen den Sieger der zweiten Runde ausgetragen. Der Sieger der dritten Runde erhielt einen Platz für die neue Saison der Premiership.
Erste Runde
Die Spiele wurden am 6. und 10. Mai 2014 ausgetragen.
|                    | Gesamt |            | Hinspiel | Rückspiel |
| ------------------ | ------ | ---------- | -------- | --------- |
| Queen of the South | 3:4    | FC Falkirk | 2:1      | 1:3 n. V. |

Zweite Runde
Die Spiele wurden am 13. und 18. Mai 2014 ausgetragen.
|            | Gesamt |                     | Hinspiel | Rückspiel |
| ---------- | ------ | ------------------- | -------- | --------- |
| FC Falkirk | 1:2    | Hamilton Academical | 1:1      | 0:1       |

Dritte Runde
Die Spiele wurden am 21. und 25. Mai 2014 ausgetragen.
|                     | Gesamt          |                     | Hinspiel | Rückspiel |
| ------------------- | --------------- | ------------------- | -------- | --------- |
| Hamilton Academical | 2:2 (4:3 i. E.) | Hibernian Edinburgh | 0:2      | 2:0 n. V. |

## Statistiken

### Torschützenliste

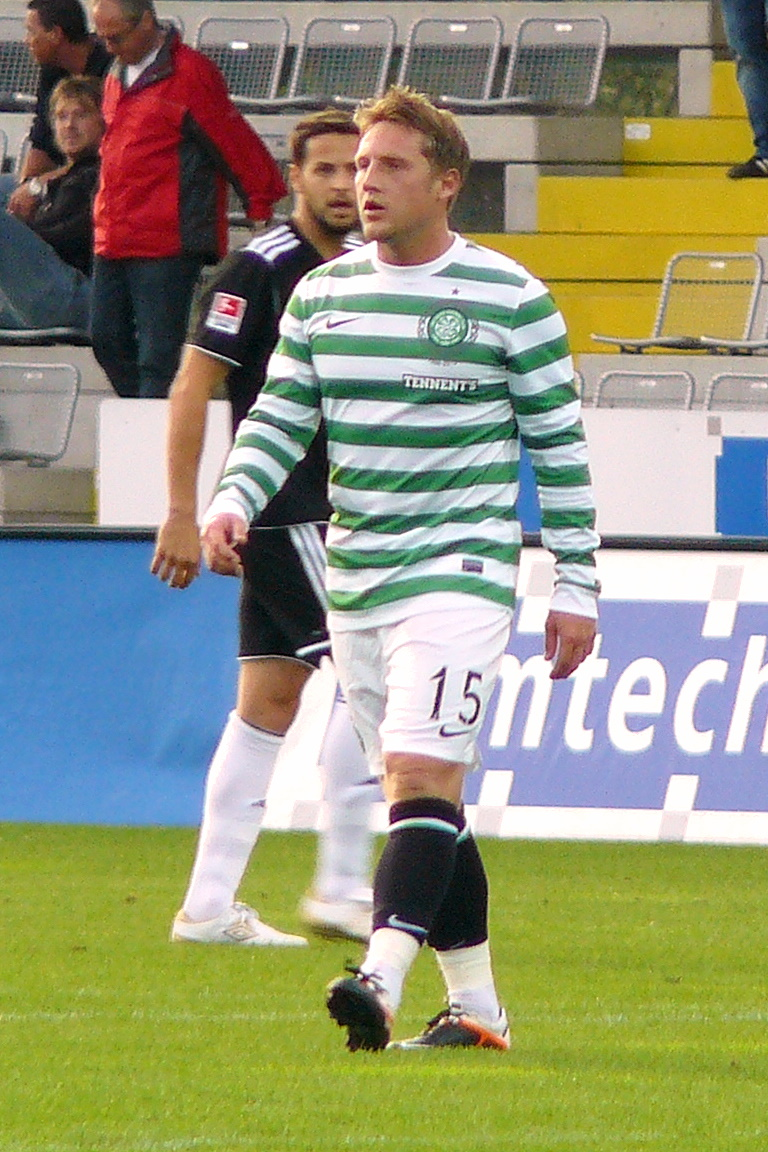
Kris Commons wurde mit 27 Treffern Torschützenkönig

| Pl. | Name                | Team                         | Tore |
| --- | ------------------- | ---------------------------- | ---- |
| 01. | Kris Commons        | Celtic Glasgow               | 27   |
| 02. | Kris Boyd           | FC Kilmarnock                | 22   |
| 02. | John Sutton         | FC Motherwell                | 22   |
| 04. | Stevie May          | FC St. Johnstone             | 20   |
| 04. | Anthony Stokes      | Celtic Glasgow               | 20   |
| 06. | Billy McKay         | Inverness Caledonian Thistle | 18   |
| 07. | Niall McGinn        | FC Aberdeen                  | 13   |
| 07. | Steven Thompson     | FC St. Mirren                | 13   |
| 09. | Lionel Ainsworth    | FC Motherwell                | 11   |
| 09. | Nadir Çiftçi        | Dundee United                | 11   |
| 09. | Kris Doolan         | Partick Thistle              | 11   |
| 09. | Callum Paterson     | Heart of Midlothian          | 11   |
| 13. | Henri Anier         | FC Motherwell                | 09   |
| 13. | Melvin de Leeuw     | Ross County                  | 09   |
| 15. | Stuart Armstrong    | Dundee United                | 08   |
| 15. | Kallum Higginbotham | Partick Thistle              | 08   |
| 15. | Steven MacLean      | FC St. Johnstone             | 08   |

## Die Meistermannschaft von Celtic Glasgow
(Berücksichtigt wurden Spieler mit mindestens einem Einsatz; in Klammern sind die Einsätze und Tore angegeben)
| 1. | Celtic Glasgow |
|    | - Tor: Fraser Forster (37/0), Łukasz Załuska (1/0) - Abwehr: Adam Matthews (23/1), Emilio Izaguirre (34/0), Efe Ambrose (38/2), Virgil van Dijk (36/5), Charlie Mulgrew (28/6), Steven Mouyokolo (2/0), Mikael Lustig (16/0), Eoghan O’Connell (1/0), Darnell Fisher (12/0) - Mittelfeld: Nir Biton (15(0), Scott Brown (38/2), Kris Commons (34/27), Stefan Johansen (16/2), John Herron (1/0), Biram Kayal (13/0), James Forrest (16/4), Liam Henderson (8/1), Filip Twardzik (1/0) - Angriff: Giorgos Samaras (20/7), Anthony Stokes (33/20), Derk Boerrigter (15/1), Amido Baldé (20/3), Teemu Pukki (25/7), Leigh Griffiths (13/7), - Trainer: Neil Lennon |

## Auszeichnungen während der Saison
| Monat          | Trainer des Monats               | Spieler des Monats               | Jungprofi des Monats                  |
| -------------- | -------------------------------- | -------------------------------- | ------------------------------------- |
| August 2013    | Terry Butcher (Inverness CT)     | Richie Foran (Inverness CT)      | Stuart Bannigan (Partick Thistle)     |
| September 2013 | Derek McInnes (FC Aberdeen)      | Billy McKay (Inverness CT)       | Andrew Robertson (Dundee United)      |
| Oktober 2013   | Tommy Wright (FC St. Johnstone)  | Stevie May (FC St. Johnstone)    | Blair Spittal (FC Queen’s Park)       |
| November 2013  | Jackie McNamara (Dundee United)  | Andrew Robertson (Dundee United) | Ryan Gauld (Dundee United)            |
| Dezember 2013  | Neil Lennon (Celtic Glasgow)     | Kris Commons (Celtic Glasgow)    | John McGinn (FC St. Mirren)           |
| Januar 2014    | Neil Lennon (Celtic Glasgow)     | Fraser Forster (Celtic Glasgow)  | Craig Slater (FC Kilmarnock)          |
| Februar 2014   | Derek McInnes (FC Aberdeen)      | Adam Rooney (FC Aberdeen)        | Sam Stanton (Hibernian Edinburgh)     |
| März 2014      | Neil Lennon (Celtic Glasgow)     | Rory McAllister (FC Peterhead)   | Liam Henderson (Celtic Glasgow)       |
| April 2014     | Gary Locke (Heart of Midlothian) | Kenny McLean (FC St. Mirren)     | Callum Paterson (Heart of Midlothian) |

## Trainerwechsel
| Verein | Verein              | Trainer       | Grund                          | Datum      | Tabellenplatz | Nachfolger     | Quelle |
| ------ | ------------------- | ------------- | ------------------------------ | ---------- | ------------- | -------------- | ------ |
|        | FC St. Johnstone    | Steve Lomas   | Wechsel zum FC Millwall        | 06.06.2013 | Sommerpause   | Tommy Wright   | [ 12 ] |
|        | FC Kilmarnock       | Kenny Shiels  | Entlassung                     | 25.06.2013 | Sommerpause   | Allan Johnston | [ 13 ] |
|        | Hibernian Edinburgh | Pat Fenlon    | Rücktritt                      | 01.11.2013 | 7.            | Terry Butcher  | [ 14 ] |
|        | Inverness CT        | Terry Butcher | Wechsel zu Hibernian Edinburgh | 12.11.2013 | 2.            | John Hughes    | [ 15 ] |